# 乌布利希主义
乌布利希主义（德語：Ulbricht-Doktrin），又译乌布利希学说，是德意志民主共和國（東德）的一項外交政策，得名自前東德領導人瓦爾特·烏布利希，其大致內容為東德與西德間僅有相互完全承認對方主權時，兩者才有可能發展正常的外交關係。這項政策與西德方面所提出的哈尔斯坦主义大相逕庭；後者強調西德才是世界上唯一合法的德國。
作為一個共產主義國家，東德廣泛為包括捷克斯洛伐克、波蘭、匈牙利與保加利亞在內的東方集團國家所承認；這些國家也都一致同意在西德正式承認東德主權前將不會與前者建立正常的外交關係。
由於哈尔斯坦主义嚴重限制了與東德以及東歐國家關係正常化的可能，西德最終於1970年代放棄了該政策，改採對東歐集團較為友善的東方政策。1972年12月，東德與西德間簽訂了正式條約，確認了兩德各為獨立的政治實體。這項條約使雙方的外交交流漸趨正常化，且兩德均得在該條約的共識基礎上各自參與聯合國。